# Phyllanthus laxiflorus
Phyllanthus laxiflorus là một loài thực vật có hoa trong họ Diệp hạ châu. Loài này được Benth. miêu tả khoa học đầu tiên năm 1842.